# Конференція ООН з біорізноманіття 2022 року
Конференція ООН з біорізноманіття 2022 року (COP15) сторін Конвенції ООН про біологічне різноманіття (CBD) — конференця, що відбулася в Монреалі, Канада, яка призвела до міжнародної угоди щодо захисту 30 % суші та океанів до 2030 року (30 на 30) і прийняття Куньмінсько-Монреальської глобальної рамкової програми з біорізноманіття.

## Історія
Спочатку конференція мала відбутися в жовтні 2020 року, але була відкладена через «пандемію COVID-19». Його було перенесено на квітень 2022 року в Куньміні, Китай але його знову перенесли, вчетверте, через політику Китаю щодо нульового поширення COVID-19 на третій квартал 2022 року згідно рішення секретаріату ООН 29 березня. У травні 2022 року Китай попросив Канаду взяти на себе відповідальність за прийом конференції. На початку червня 2022 року міністр навколишнього середовища та зміни клімату Канади Стівен Гілбо зустрівся з представниками Коаліції високих амбіцій, і ці представники попросили Канаду прийняти COP15. Прем'єр-міністр Канади Джастін Трюдо схвалив пропозицію. У червні 2022 року секретаріат ООН з Конвенції про біологічне різноманіття та міністерство навколишнього середовища Китаю заявили в окремих заявах, що зустріч відбудеться в грудні 2022 року в Монреалі, Канада, де розташований секретаріат, хоча Китай залишиться президентом саміту. У той час як країни-господарі попередніх COPs мали один-два роки для організації конференції, Канада мала лише п'ять місяців, щоб підготуватися до прибуття 18 000 делегатів із 196 країн-членів CBD, неурядових організацій, галузевих груп та наукових кіл.
Це вже другий раз, коли Монреаль виступає містом-господарем Конференції сторін ООН, уперше це була конференція зі зміни клімату COP11 у 2005 році. У Монреалі також відбулися переговори щодо Монреальського протоколу.

## Розвиток

### Переддень
Кілька міст підписали «Монреальську обіцянку» напередодні конференції, щоб взяти на себе зобов'язання захистити біорізноманіття у своїх містах за допомогою 15 заходів.

### Переговори та адаптації
Під час переговорів залишилися розбіжності щодо багатьох питань, оскільки конференція підходила до завершальних днів, наприклад, суперечки щодо фінансування зусиль по збереженню. Було також обговорення того, що захист морського біорізноманіття може бути повністю скасований. У коментарі, опублікованому в Ґардіан у середині грудня, розкритикували розгляд як дуже повільний і нетерпневий.
19 грудня майже кожна країна на землі підписала угоду, яка передбачає захист 30 % суші та океанів до 2030 року (30 на 30) та 22 інші цілі, спрямовані на зменшення втрати біорізноманіття. Коли угода була підписана, лише 17 % території суші та 10 % території океану були захищені. Угода передбачає захист прав корінних народів і зміну поточної політики субсидій на найкращу для захисту біорізноманіття. Однак це робить крок назад у захисті видів від вимирання порівняно з цілями Айті. Деякі країни заявили, що угода недостатньо спрямована на захист біорізноманіття, і що процес був поспішним. До нього не приєдналися лише США та Святий Престол. Відсутність підпису Сполучених Штатів послабила угоду. Тим не менш, країна допомогла досягти угоди, значно просунула деякі із зазначених у ній цілей, особливо 30 на 30, на національному та міжнародному рівнях і є головним донором у питаннях захисту біорізноманіття

## Зміст
Окрім захисту 30 % суші та океанів до 2030 року, угода також передбачає відновлення 30 % деградованих екосистем Землі та збільшення фінансування проблем біорізноманіття. Інші цілі на 2030 рік включають скорочення надмірного споживання та відходів, скорочення харчових відходів на 50 % і повне припинення шкоди екосистемам, які дуже важливі для біорізноманіття. Є також 4 цілі на 2050 рік, які включають збільшення площі природних екосистем, відновлення їх цілісності та нормального функціонування, зменшення в десять разів рівня вимирання, викликаного діяльністю людини, та захист традиційних знань.
COP15 ухвалила комплексний пакет із 6 пунктів:
- L25: Куньмінсько-Монреальська глобальна структура біорізноманіття (GBF)
- L26: Структура моніторингу для Куньмінсько-Монреальської глобальної системи біорізноманіття
- L27: Механізми планування, моніторингу, звітування та перегляду
- L28: Створення потенціалу та розвиток, а також технічне та наукове співробітництво
- L29: Мобілізація ресурсів
- L30: Цифрова інформація про послідовність генетичних ресурсів.

Адвокація Жіночої групи UNCBD та її членів призвела до Конвенції Ріо, яка вперше за 30-річну історію ухвалила окрему цільову мету, Ціль 23, щодо гендерної рівності в Куньмінсько-Монреальській глобальній структурі біорізноманіття.